# NGC 441
NGC 441 (другие обозначения — ESO 412-19, MCG −5-4-16, PGC 4429) — галактика в созвездии Скульптор. Открыта Джоном Гершелем в 1834 году, описывается Дрейером как «довольно тусклый, маленький, круглый объект с увеличивающейся яркостью к середине».
Этот объект входит в число перечисленных в оригинальной редакции «Нового общего каталога».

## NGC 441 в группе галактик
NGC 441 совместно с NGC 439 являются самыми яркими представителями группы галактик, в которую они входят. Кроме них в группу входит еще несколько галактик-спутников. Значительная часть галактик группы взаимодействует в парах, и размер группы не ясен. По оценке публикации 1989 года в группе 7 галактик, по другой 1996 года 18.